# إسفيناوية
الإسفيناوية أو هراويات الذيل أو يعسوبيات تنينية (الاسم العلمي: Gomphidae)، فصيلة حشرات يعسوبية من مقترنات الأجنحة. تحتوي الفصيلة على حوالي 90 جنسًا و 900 نوعًا توجد في جميع أنحاء أمريكا الشمالية والجنوبية وأوروبا وآسيا وأستراليا.